# Torbielowate choroby nerek
Torbielowate choroby nerek – choroby nerek przebiegające z tworzeniem się torbieli. Dzielą się na nabyte i pierwotne.
Nieuwarunkowane genetycznie
- torbiele proste (pojedyncze lub mnogie)
- torbiele zatoki nerkowej (ang. cysts of the renal sinus)
- nabyta torbielowatość nerek
- torbiele zależne od hipokaliemii (ang. hypokalemia-related cysts)
- gąbczastość rdzenia nerki
- dysplazja wielotorbielowata nerki

Uwarunkowane genetycznie
- ADPKD
- ARPKD
- stwardnienie guzowate
- choroba von Hippla-Lindaua
- torbielowatość rdzenia nerki
- torbielowatość kłębuszków nerkowych (ang. glomerulocystic kidney disease)
- nefronoftyza
- zespół ustno-twarzowo-palcowy typu I